# Лильеквист, Фредрик
Юхан Фредрик Лильеквист (швед. Johan Fredrik Lilljekvist; 8 октября 1863, Стокгольм — 18 декабря 1932, Стокгольм) — шведский архитектор, работавший преимущественно в стиле модерн.

## Биография
В 1884 году Ф. Лильеквист оканчивает курс архитектора в стокгольмской Королевской высшей технической школе, затем до 1887 года учится в Высшей художественной школе. В 1887 он получает место в министерстве строительства (Överintendentsämbetet), где вскоре занимает пост начальника бюро городского планирования. Под руководством Ф.Лильеквиста в 1901—1908 годах в Стокгольме возводится здание Королевского драматического театра. Салон здания имеет подковообразную форму, оформление его отражает сильное влияние стиля Венский сецессион и обильно украшено. При строительстве использовался белый мрамор местного, шведского происхождения; в его обработке участвовали многие известные скульпторы, в том числе Карл Миллес.
В 1892—1898 годах Лильеквист занимается реставраторскими работами в замке Грипсхольм. Для Стокгольмской выставки 1897 года он создаёт мини-реконструкцию Стокгольма, каким он был в XVI веке. В 1896 архитектор делает в неоромантическом стиле планировку теннисного павильона для стокгольмского района Норра. В 1911 году этот павильон был сдвинут на 100 метров, чтобы освободить место для стокгольмского Олимпийского стадиона. Ф.Лильеквист являлся автором ряда сочинений по архитектурной и художественной тематике. С 1898 года он — член шведской Королевской академии педагогики и истории (Kungliga Vitterhets Historie och Antikvitets Akademien), с 1900 — член Королевской академии искусств.
Среди других его проектов следует упомянуть санаторий в Соллефтео и капеллу в Юрсхольме (коммуна Дандерюд).

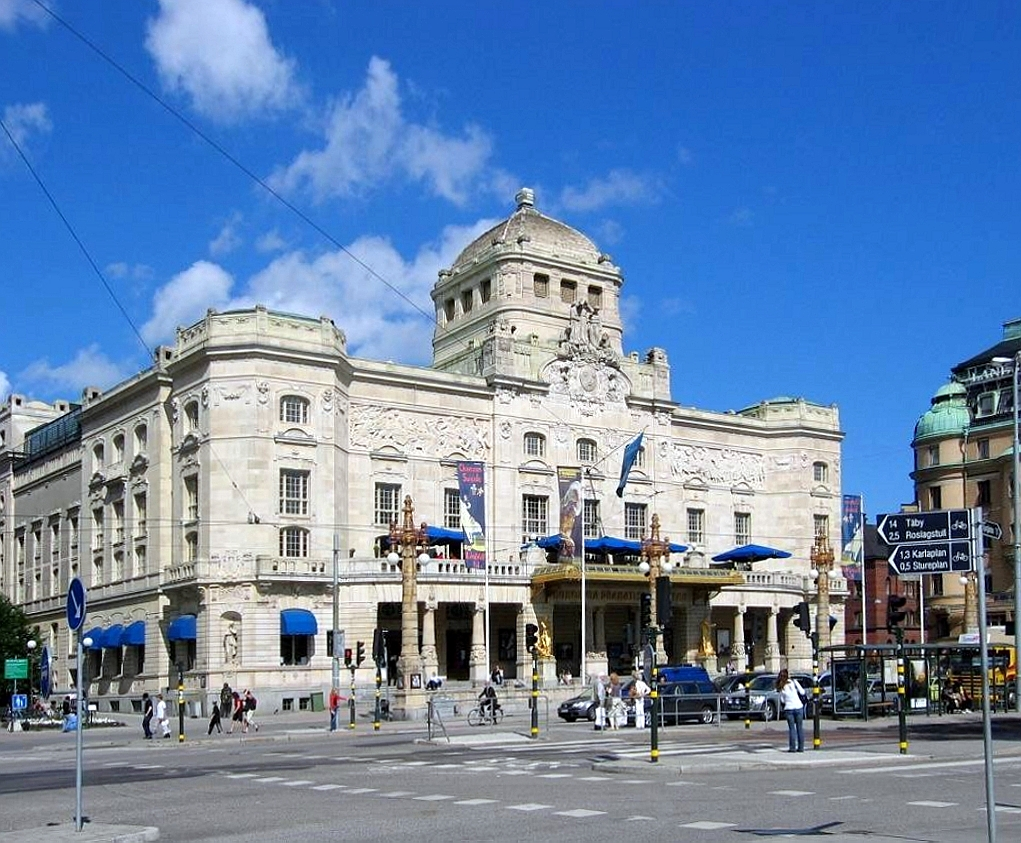
Королевский драматический театр
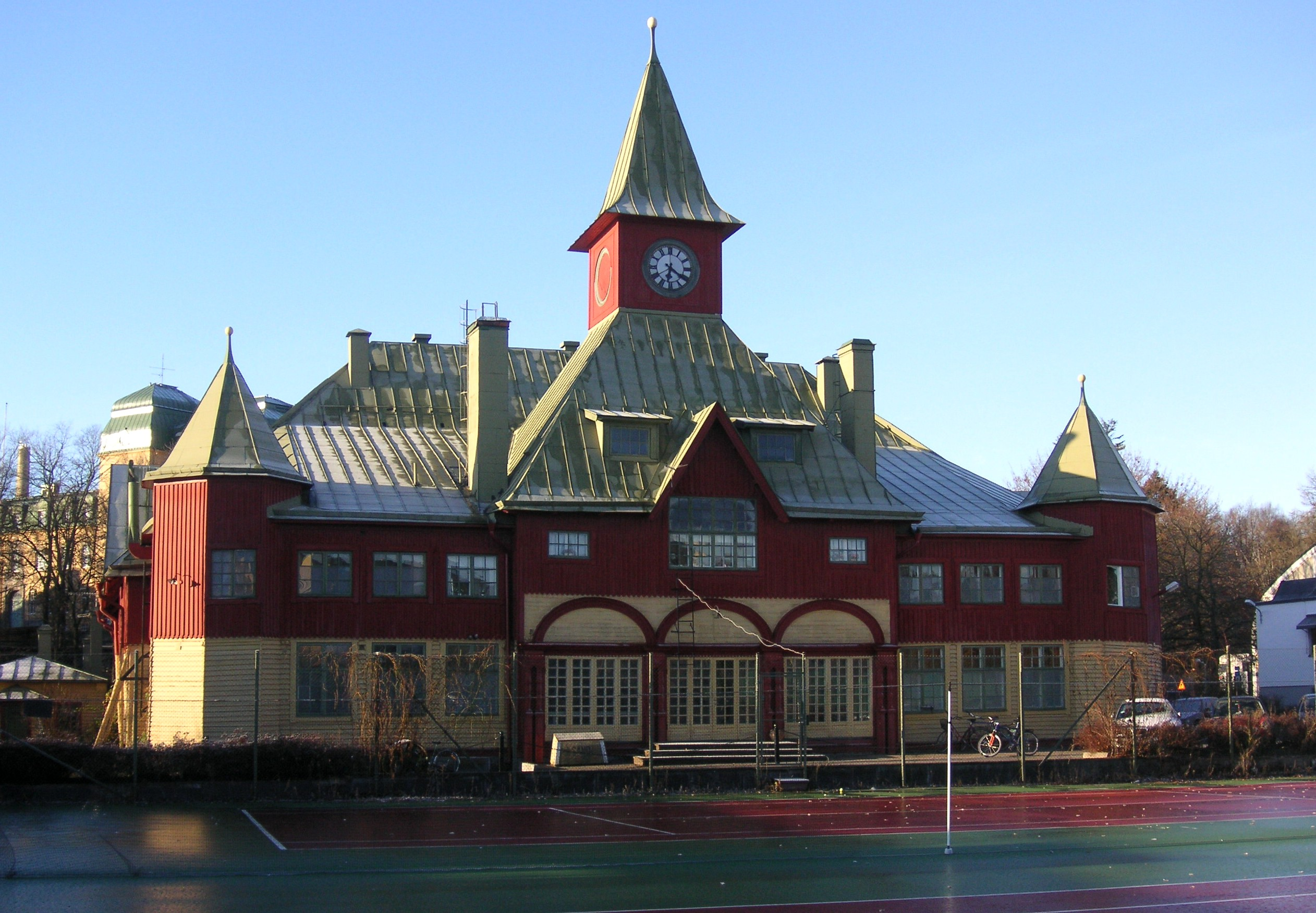
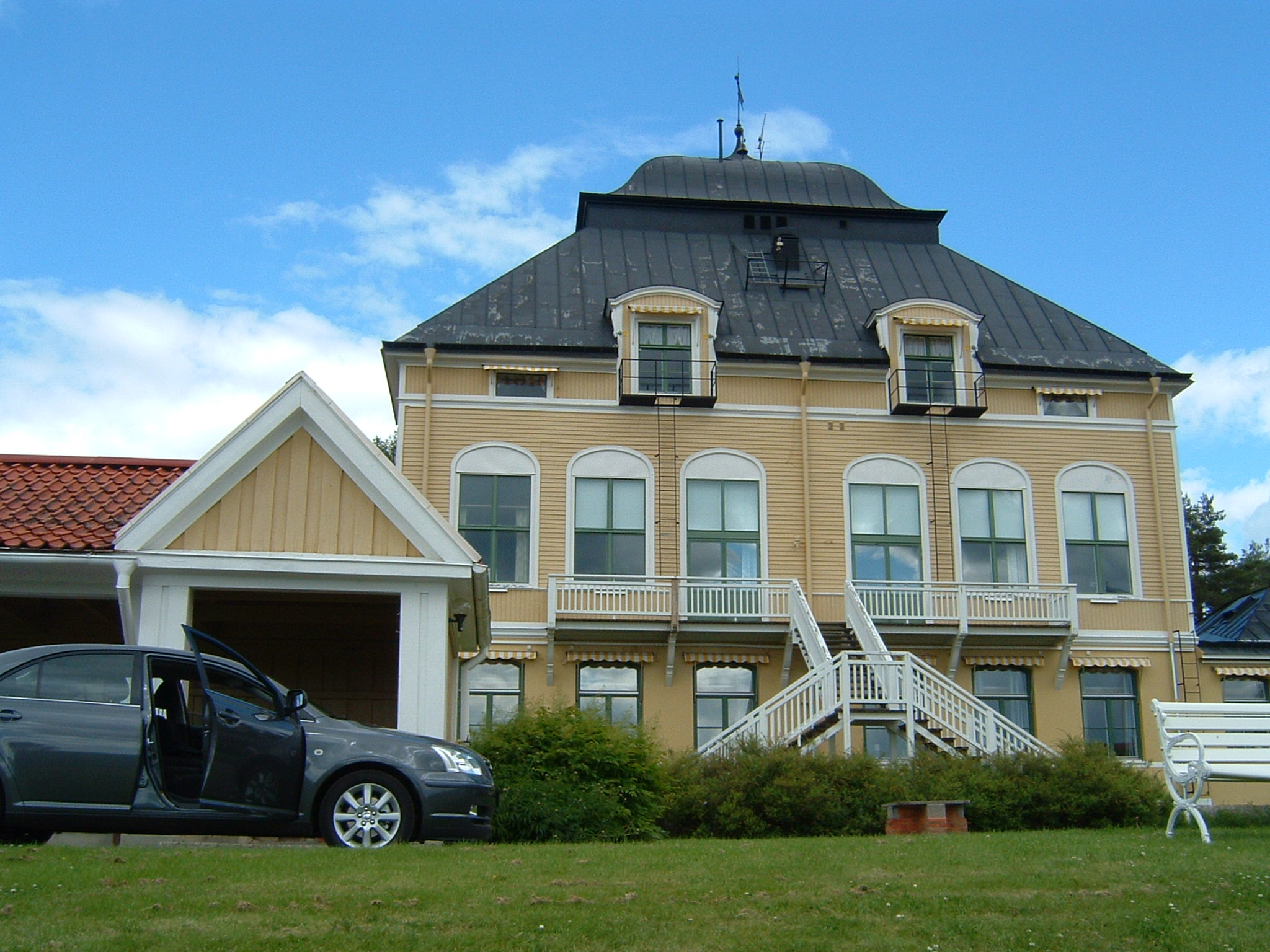